# Resturlaub (Film)
Resturlaub ist eine deutsche Filmkomödie aus dem Jahr 2011 mit Maximilian Brückner und Mira Bartuschek in den Hauptrollen. Sie basiert auf dem gleichnamigen Roman von Tommy Jaud und lief am 11. August 2011 in den deutschen Kinos an.

## Handlung
Pitschi hat einen gut bezahlten Job in einer Bierbrauerei in Bamberg, geht mit den alten Kumpels gerne mal einen trinken und hat eine hübsche Freundin namens Sabine. Doch bei der Arbeit wird er nicht ernst genommen, und die Freunde sind wegen ihrer Frauen handzahm geworden. Sabine will nach acht Jahren Zusammensein mit ihm ein Haus bauen und eine Familie gründen. Pitschi kann sich das nicht vorstellen. Auf der Hochzeit seines besten Freundes betrinkt er sich. In seinem Rausch verspricht er Sabine, in den Ferien auf Mallorca mit ihr ein Kind zu zeugen.
Wieder nüchtern, bereut er dieses Versprechen. Am Flughafen gerät er deshalb in Panik und täuscht einen gewalttätigen Raubüberfall auf sich selbst vor, bei dem ihm angeblich Geld und Papiere gestohlen wurden, weswegen er nicht nach Mallorca fliegen kann. Sabine schickt er alleine mit seinen Freunden nach Mallorca. Kaum ist die Maschine in der Luft, bucht Pitschi einen Flug nach Buenos Aires, wo er einen Neuanfang wagen will. An Bord verfasst er einen aufrichtigen Abschiedsbrief an Sabine, den er zunächst nicht abschickt.
In Buenos Aires angekommen, sucht Pitschi sich ein möbliertes Zimmer. Sein Vermieter spricht ausschließlich Spanisch und beherbergt allerlei Tiere in seiner Wohnung. Er empfiehlt ihm, einen Spanisch-Kurs in einem privaten Institut zu belegen, den Pitschi auch am nächsten Tag antritt. Von der attraktiven Spanisch-Lehrerin Luna ist er sehr angetan und er belügt seine Freundin am Telefon hinsichtlich seines Aufenthaltsortes.
Luna und Pitschi beginnen eine Affäre miteinander, weshalb Pitschi den Brief an Sabine nun abschickt. Pitschi wird Lunas reichen Freunden vorgestellt und soll für 1500 US-Dollar pro Monat in ihr schickes Appartement einziehen. Spät bemerkt er, dass sämtliche Einrichtungsgegenstände in Lunas Appartement ein Pfandsiegel tragen. Er verspürt plötzlich Sehnsucht nach Sabine, bricht seine Zelte in Buenos Aires ab und fliegt nach Hause.
Sabine, die ebenfalls aus Mallorca zurückgekehrt ist, nimmt Pitschis Brief entgegen, während dieser im Bad ist. Sie ist geschockt, verlässt fluchtartig die Wohnung und schreibt ihrerseits einen Abschiedsbrief. Zunächst scheint sie sich nicht umstimmen zu lassen. Erst als Pitschi sie zu einem reservierten Grundstück führt, auf dem er symbolisch ihr zukünftiges Haus eingerichtet hat, versöhnt sie sich mit Pitschi.

## Kritik
„Mit infantilem Pennäler-Humor vollgestopfte Komödie, die sich in platten Gags und schlecht konzipierten Figuren erschöpft.“

„Was wie eine witzige Komödie klingt, entpuppt sich leider als grausiges, dilettantisch inszeniertes Werk, an dem hinten und vorne nichts stimmt. Was im Buch von Tommy Jaud noch witzig ist, verkommt hier zu nervigen Aneinanderreihungen von Klischee, in denen die Darsteller recht verloren wirken. Ein weiteres Beispiel dafür, wie Filme eigentlich nicht aussehen sollten.“

## Hintergrund
Der Film basiert auf dem gleichnamigen Roman von Tommy Jaud, der 2006 erschien. Er wurde 2010 an Originalschauplätzen in Bamberg, Nürnberg und Buenos Aires von Sony Pictures Deutschland unter der Regie von Gregor Schnitzler gedreht und kam am 11. August 2011 in die Kinos. Tommy Jaud schrieb auch das Drehbuch, das jedoch an vielen Stellen von der Buchvorlage abweicht.

### Unterschiede zwischen Buch und Film
- In der Buchvorlage lernt Pitschi im Flugzeug einen Deutschargentinier kennen und wird später auf dem Weg zum Rückflug entführt, wobei sich der Deutschargentinier als Kopf der Entführer entpuppt und Pitschi aber sofort wieder freilässt, nachdem er bemerkt hat, wen seine Leute entführt haben. Der gesamte Handlungsstrang fehlt im Film.
- Das Ende des Films unterscheidet sich deutlich vom Buchfinale: Im Buch kann Pitschi den Brief noch rechtzeitig vernichten, bevor seine Freundin ihn sieht. Die Szene, in der Pitschi für seine Freundin in ein gemähtes Stück von einem Feld den Grundriss eines Hauses samt Kinderzimmer eingerichtet hat, kommt im Buch nicht vor.